# 7 p., cuis., s. de b., ... à saisir
Pour plus de détails, voir Fiche technique et Distribution.
7 p., cuis., s. de b., ... à saisir est un court métrage réalisé par Agnès Varda en 1984.

## Synopsis
Un agent immobilier présente un « 7 pièces, cuisine, salle de bain » à un couple alors qu'il avait déjà vendu cet appartement aux anciens propriétaires. Le film, décrit comme « méandres de mes pensées immédiates » par Agnès Varda, plonge ensuite dans l'imagination de ces nouveaux visiteurs : famille enfermée, temps qui passe, jeune fille qui veut s'en aller et vieux qui ne veulent plus partir... 

## Fiche technique
- Réalisation : Agnès Varda
- Scénario : Agnès Varda
- Image : Nurit Aviv
- Décorateur : Louis Bec
- Montage : Sabine Mamou
- Musique : Pierre Barbaud
- Pays d’origine :  France
- Langue originale : français
- Format : couleur — 35 mm — son Mono
- Genre : court métrage, comédie
- Durée : 27 minutes

## Distribution
- Hervé Mangani
- Louis Bec
- Saskia Cohen Tanugi
- Colette Bonnet
- Pierre Esposito
- Catherine De Barbeyrac
- Folco Chevalier
- Michèle Nespoulet
- Yolande Moreau

## Tournage - réalisation
Ce court métrage a été tourné dans l'hospice désaffecté Saint Louis (en Avignon) pendant l'exposition « Le vivant et l'artificiel » de 1984. La réalisatrice a laissé libre cours à son imagination et s'est approprié les lieux de l'exposition. Elle a elle-même du mal à définir son œuvre mais il semblerait qu'il s'agisse d'une sorte de recueil d'images en écho avec des sentiments perçus lors de sa confrontation avec les lieux. On peut définir cette technique de réalisation comme une application cinématographique de pensées immédiates.

## Autres
- Ce court métrage est la première apparition de Yolande Moreau sur les écrans.